# Гарь (Томская область)
Гарь — деревня в Асиновском районе Томской области, Россия. Входит в состав Новониколаевского сельского поселения.

## География
Деревня располагается в верховьях реки Большая Юкса. К Гари ведёт дорога, ответвляющаяся от дороги Асино—Батурино в районе посёлка Большой Кордон.

## История
Основано в 1956 г. старообрядцами.

## Население
| 1959 | 1970 | 1979 | 1989 | 2002 | 2010 | 2012 |
| ---- | ---- | ---- | ---- | ---- | ---- | ---- |
| 276  | ↗553 | ↘547 | ↘537 | ↘443 | ↘312 | ↘301 |
| 2013 | 2014 | 2015 | 2019 | 2021 |      |      |
| ↘287 | ↘271 | ↘261 | ↘256 | ↘165 |      |      |

## Местное самоуправление
Глава поселения — Дмитрий Сергеевич Бурков.

## Социальная сфера и экономика
В посёлке работают фельдшерско-акушерский пункт, почтовое отделение и отделение электросвязи, основная общеобразовательная школа и центр досуга.
В Большом Кордоне действуют лесничество и несколько индивидуальных предпринимателей, работающих в сфере розничной торговли.